# Ashigaru
Ashigaru (足軽 (túc khinh)) là một loại lính bộ binh được trang bị nhẹ được tuyển dụng bởi tầng lớp samurai Nhật Bản thời phong kiến. Các tài liệu tham khảo đầu tiên đề cập đến ashigaru là vào thế kỷ 14, nhưng chỉ đến thời kỳ Mạc phủ Ashikaga (còn gọi là Thời kỳ Muromachi), việc sử dụng ashigaru trở nên phổ biến bởi nhiều phe phái khác nhau.